# Адорф (Тургау)
Адорф (нем. Aadorf) — коммуна в Швейцарии, в кантоне Тургау.
С 2011 года входит в состав округа Мюнхвилен (ранее входила в округ Фрауэнфельд). Население составляет 9047 человек (на 31 декабря 2019 года). Официальный код — 4551.

## Состав коммуны
- Гунтерсхаузен
- Эттенхаузен
- деревня Aawangen
- деревня Wittenwil